# Mastomys erythroleucus
Mastomys erythroleucus is een knaagdier uit het geslacht Mastomys dat voorkomt in West-Marokko en van Senegal tot Ethiopië en Burundi. Deze soort verschilt van andere soorten in het karyotype (2n=38, FN=50-56) en in vachtkleur (roodbruine bovenkant, witte onderkant). De soort komt voor in allerlei habitats. Hoewel alle exemplaren van deze soort en zijn verwanten het karyotype 2n=38 hebben, varieert het FN van 40 tot 60; waarschijnlijk bestaan er meerdere soorten, die door hun karyotype te onderscheiden zijn. M. erythroleucus zelf heeft FN=50-56, en de verwante soort M. kollmannspergeri heeft FN=40-41. De status van twee andere vormen (FN=59-60 uit de Democratische Republiek Congo en Oeganda) en FN=52 uit Niger) is nog onduidelijk.